# Hemianopsia
Hemianopsia é a perda parcial ou completa da visão em uma das metades do campo visual (anopsia) de um ou ambos olhos. Os subtipos incluem: hemianopsia altitudinal, caracterizada por um defeito visual acima ou abaixo do meridiano horizontal do campo visual; a hemianopsia homônima se refere a um defeito visual que afeta igualmente a ambos olhos, e ocorre tanto à esquerda ou direita da linha média do campo visual; a hemianopsia binasal consiste em perda de visão nos hemicampos nasais de ambos olhos; a hemianopsia bitemporal é a perda bilateral de visão dos campos temporais; a quadrantanopsia refere-se à perda de visão em um quarto do campo visual em um ou ambos olhos.
Algumas formas de hemianopia podem ser tratadas por meio de apresentações repetidas de estímulos multissensoriais devido ao processo de integração multissensorial que ocorre no colículo superior. Também foi demonstrado que as intervenções cirúrgicas melhoram certas formas de hemianopsia devido ao equilíbrio de lesões cerebrais devido a um processo conhecido como efeito Sprague.

## Tipos
Quando a patologia envolve ambos os olhos, ela é homônima ou heterônima, e incluem hemianopsia binasal; hemianopsia bitemporal; hemianopsia homônima; quadrantanopsia.